# Ruy Serra
Ruy Serra (Campinas, 23 de março de 1900 — São Carlos, 19 de setembro de 1986) foi um sacerdote católico brasileiro, terceiro bispo da Diocese de São Carlos, São Paulo.
Nascido no distrito de Joaquim Egídio, Campinas, Ruy cursou Filosofia em West Depere, Wisconsin, e dois anos de Teologia na Abadia de Averbode, na Bélgica. De retorno ao Brasil cursou durante dois anos o Seminário de Botucatu. Foi ordenado ao sacerdócio em 9 de dezembro de 1923, através das mãos do Arcebispo José Marcondes Homem de Melo, em São Carlos (São Paulo). 
Foi professor e Vice-Diretor do Ginásio Diocesano (1924-1925), Vigário Cooperador de Jaú (1926-1927), Pároco da Catedral de São Carlos Borromeu (1928-1929) e Diretor do Ginásio Diocesano (1930-1948). Monsenhor Ruy Serra foi nomeado Vigário-geral da Diocese de São Carlos (1933-1945), e após o falecimento de D. Gastão Liberal Pinto, foi eleito pelos consultores da Diocese como Vigário Capitular (1945-1948) durante a Sede Vacante. 
Foi nomeado pela Santa Sé aos 13 de fevereiro de 1948 como bispo de São Carlos do Pinhal. Recebeu a ordenação episcopal em 1 de maio de 1948, através de D. Paulo de Tarso Campos, Bispo de Campinas. Os principais co-consagradores foram D. José Carlos de Aguirre, Bispo de Sorocaba, e D. Manuel da Silveira d'Elboux, Bispo de Ribeirão Preto.
Tomou posse da Diocese em 16 de maio de 1948. Como Bispo de São Carlos construiu a atual Catedral da cidade no mesmo lugar da antiga Matriz. Dom Ruy Serra participou como padre conciliar das quatro sessões do Concílio Vaticano II. Foi sagrante principal na ordenação episcopal de D. José de Aquino Pereira (1958) e D. Aníger de Francisco de Maria Melillo (1960) e principal co-consagrador de:
- D. José Melhado Campos (1960)
- D. Constantino Amstalden (1971)
- D. Apparecido José Dias, SVD (1975)
- D. Rubens Augusto de Souza Espínola (1981)
- D. Virgílio de Pauli (1981)

Em 20 de junho de 1971 entregou o Governo Diocesano a Dom Constantino Amstalden, então Administrador Apostólico. Faleceu em 19 de setembro de 1986, em São Carlos, tendo sido sepultado na cripta da Catedral.